# Canosa di Puglia
Canosa di Puglia (lat.: Canusium; grč.: Canusion), skraćeno Canosa, je grad u Italiji i općina u regiji Apulija, u pokrajini Barletta-Andria-Trani (pokrajina osnovana u lipnju 2009. do općina iz pokrajine Foggia i Bari). 
Canosa se nalazi između Barija i Foggie, nedaleko od rijeke Ofanto, odnosno mjesta gdje su ostaci rimske vojske pronašli utočište nakon katastrofalnog poraza kod Kane. Mjesto je također poznato i po grobu Bohemonda I. Antioškog, jednog od vođa iz prvog križarskog rata.
Canosa se smatra najvažnijim arheološkim lokalitetom u Apuliji, odnosno jednim od najstarijih kontinuirano naseljenih gradova u Italiji. Dokazi o prisutnosti ljudi na tom području datiraju iz 7. tisućljeća pr. Kr. Prema predaji naselje je osnovao grčki mitološki junak Diomed. Povijesno, naselje je bilo jedno od središta naroda Japiga koji su naseljavali šire područje. Japigi su se s vremenom postupno počeli međusobno razlikovati kao posljedica različitih utjecaja i međusobne udaljenosti. Japige na području današnjeg grada starogrčki povjesničari su nazvali Dauni, a regiju Daunia. Prva naselja tih plemena na području koje se naziva Diomedova polja datiraju iz vremena neolitika (6000-3000 pr.n.e).